# Malcoha sirkir
Taccocua leschenaultii
Genre
Espèce
Statut de conservation UICN

 LC  : Préoccupation mineure
Synonymes
- Phaenicophaeus leschenaultii

Le Malcoha sirkir (Taccocua leschenaultii)  est une espèce d'oiseaux de la famille des Cuculidae.

## Habitats et répartition
Son aire de répartition s'étend sur le Pakistan, l'Inde, le Népal, le Bhoutan, le Sri Lanka, le  Bangladesh et la Birmanie.

## Description
C'est un grand oiseau de 42 cm. Il est parfois classé dans le genre Phaenicophaeus, des études récentes  ont conduit à le replacer dans le genre Taccocua dont il est l'unique espèce. Son nom binominal d'espèce commémore le naturaliste français Jean Baptiste Louis Claude Leschenault de la Tour (1773-1826).

## Liste des sous-espèces
- Taccocua leschenaultii infuscata (Blyth, 1845)
- Taccocua leschenaultii leschenaultii (Lesson, 1830)
- Taccocua leschenaultii sirkee (J.E. Gray, 1831)

## Galerie d'images

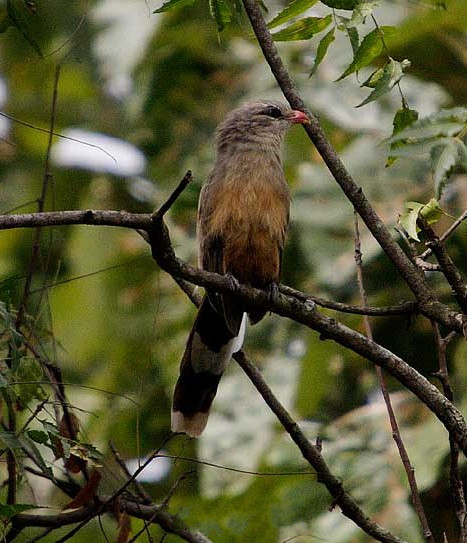
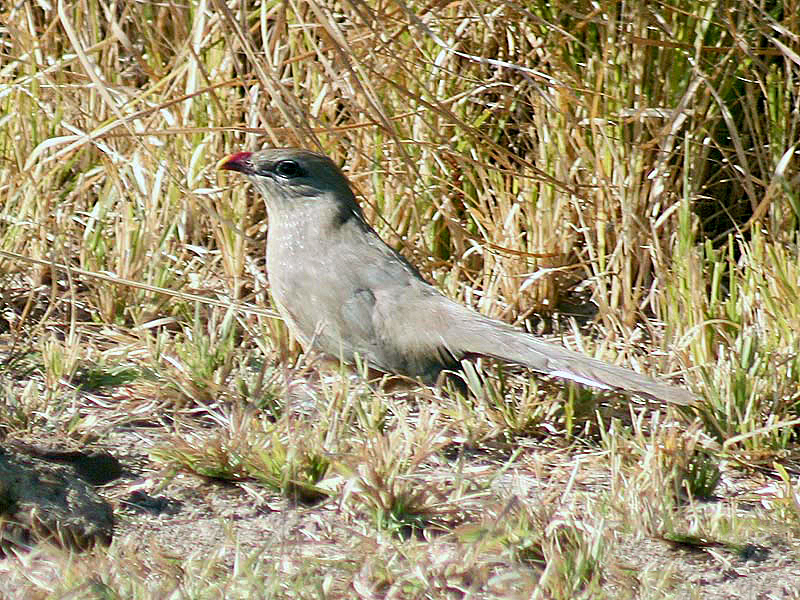
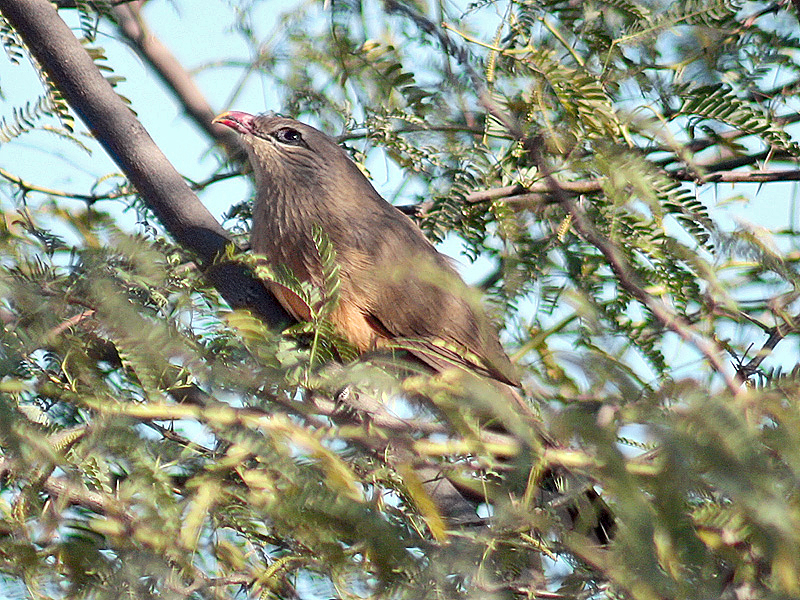
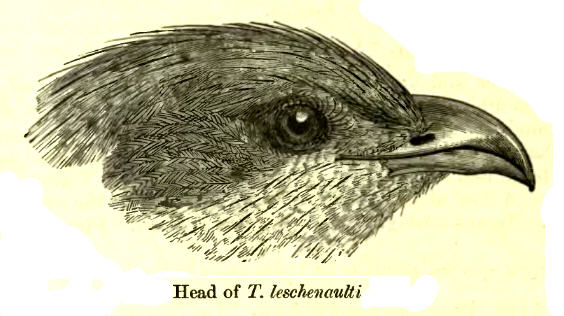